# Keresztelő Szent János születése fatemplom (Csonkatelep)
A csonkatelepi Keresztelő Szent János születése fatemplom műemlékké nyilvánított épület Romániában, Kolozs megyében. A romániai műemlékek jegyzékében a  CJ-II-m-B-07749 sorszámon szerepel.

## Története
A templomot 1970-ben költöztették át Buzamezőről.